# Banconota da 1 dollaro (Stati Uniti d'America)

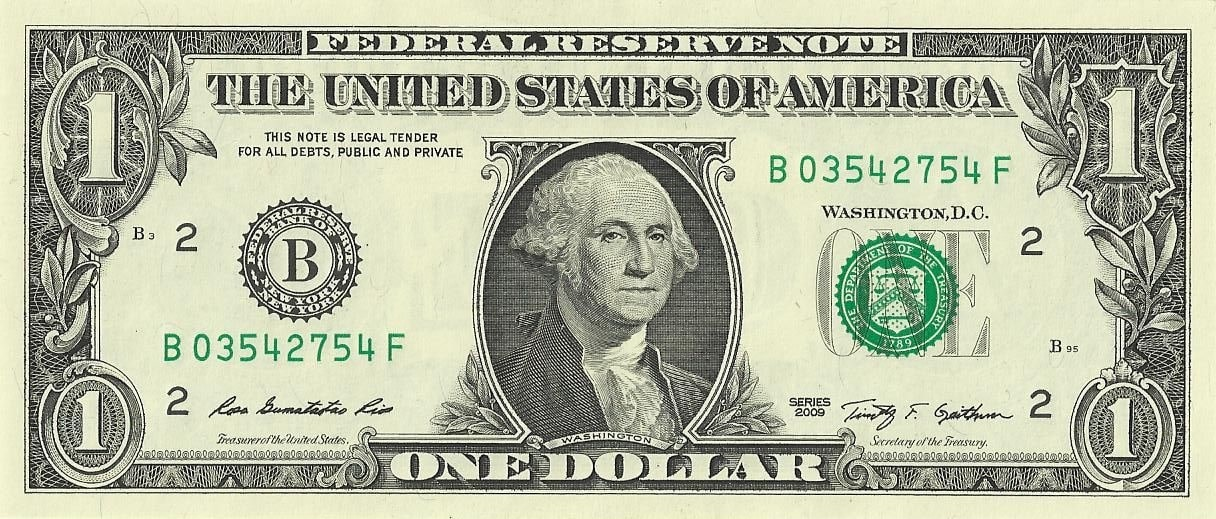
Dritto

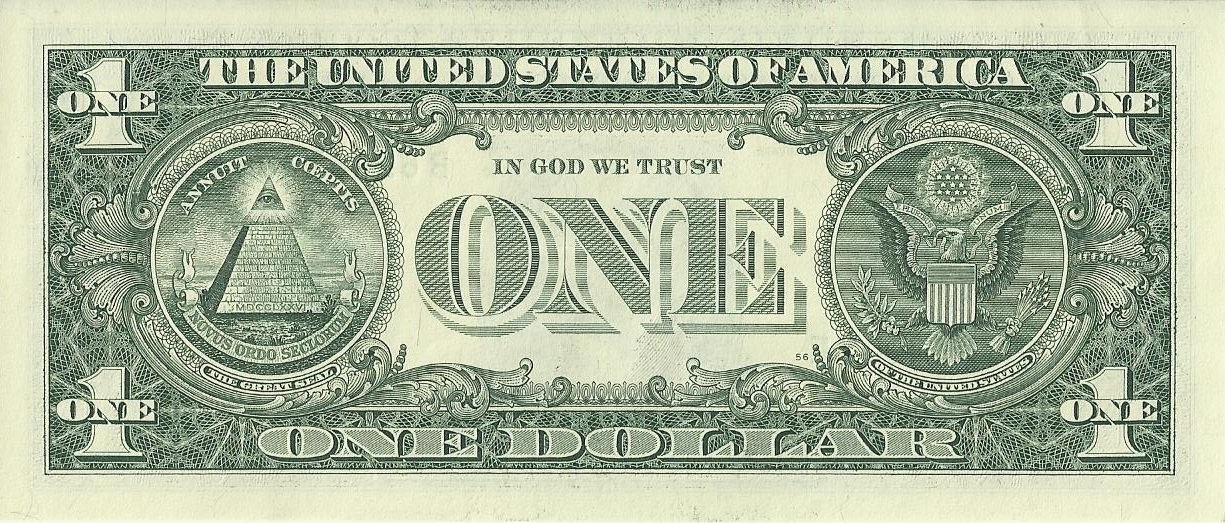
Rovescio

La banconota da un dollaro degli Stati Uniti d'America ($1) è una denominazione della valuta degli Stati Uniti d'America.

## Caratteristiche
Il primo presidente degli Stati Uniti d'America (1789-1797), George Washington, dipinto da Gilbert Stuart, si trova sul dritto, mentre il Gran Sigillo degli Stati Uniti è presente sul retro. La banconota da un dollaro è la più antica banconota statunitense ancora in fase di produzione. Il design odierno ha debuttato nel 1963, quando vennero emesse le prime banconote della Federal Reserve.
L'inserimento del motto, "In God We Trust" (in italiano, "noi confidiamo in Dio"), in tutte le banconote è stato stabilito per legge nel 1955, e la prima apparizione sulla carta moneta fu nel 1957.
La banconota da 1 dollaro è anche meno formalmente conosciuta come "one" (uno), "single" (unico), "buck", "bone" (osso) e "bill".
La Federal Reserve dice che la vita media di una banconota da 1 dollaro in circolazione è di 5,9 anni prima che sia sostituito a causa di usura. Circa il 42% di tutta la moneta statunitense prodotta nel 2009 era composta da banconote da un dollaro.

## Storia
Dimensioni: circa 7,4218 × 3⅛ pollici ≅ 189 × 79 millimetri
- 1863: La prima banconota da un dollaro è stato emessa come un Legal Tender Note (banconota degli Stati Uniti) con un ritratto di Salmon P. Chase, Segretario del Tesoro sotto il presidente Abraham Lincoln

- 1869: La banconota è ridisegnata con un ritratto di George Washington al centro e una vignetta di Cristoforo Colombo che avvista la terraferma a sinistra. Il dritto della banconota inoltre è caratterizzato dalla colorazione verde e blu. Anche se questa bancononota è tecnicamente una United States Note, su di essa compare la scritta TREASURY NOTE anziché UNITED STATES NOTE.

- 1874: La serie del 1869 Stati Uniti d'America Nota è stato rivisto. Variazioni sul dritto inclusi la rimozione del colorante verde e blu, l'aggiunta di un disegno floreale rosso intorno alla parola WASHINGTON DC, e cambiando la dicitura TREASURY NOTE in UNITED STATES NOTE. Il retro è stato completamente ridisegnato. Tale banconota è stata emessa come Serie del 1875 e 1878.

- 1880: Il disegno floreale rosso intorno alle parole un dollaro e WASHINGTON DC è stato rimosso e sostituito con un grande sigillo rosso. Le versioni successive avevano anche numeri di serie blu e un piccolo sigillo spostato sul lato sinistro della nota.

- 1886: La prima donna a comparire sulla valuta statunitense, Martha Washington, è presente sul Certificato d'Argento da 1 dollaro. Il retro della banconota presentava un disegno ornato che occupava l'intera superficie, esclusi i bordi.

- 1890: Il biglietto di tesoreria da 1 dollaro o "Coin Note" è stato emesso per gli acquisti governativi di lingotti d'argento da parte dell'industria mineraria dell'argento. Il rovescio è caratterizzato dalla parola ONE grande al centro, circondato da un disegno ornato che occupava quasi l'intera banconota.

- 1891: Il rovescio della serie del 1890 è stato ridisegnato perché il Dipartimento del Tesoro lo aveva ritenuto troppo "affollato", rendendolo troppo facile da falsificare. Viene incorporato maggior spazio aperto nel nuovo design. Il dritto era in gran parte invariato.

- 1896: Viene emesso il famoso Certificato d'Argento "Educational Series". L'intero dritto era coperto con opere d'arte di figure allegoriche che rappresentano la "storia dell'istruzione dei giovani" di fronte a WASHINGTON DC. Il rovescio caratterizzato dai ritratti di George e Martha Washington circondati da un disegno ornato che occupava quasi l'intera banconota.

- 1899: Il certificato d'argento da 1 dollaro è stato nuovamente ridisegnato. Il dritto caratterizzato da una immagine del Campidoglio degli Stati Uniti dietro un'aquila di mare testabianca arroccata su una bandiera americana. Di seguito vi erano piccoli ritratti di Abraham Lincoln e Ulysses Simpson Grant a sinistra e a destra.

- 1917: Il dritto è stato leggermente modificato con la rimozione di cornici ornamentali che circondavano i numeri seriali.

- 1918: L'unica di grandi dimensioni, la banconota della Federal Reserve venne rilasciata come una banconota della Federal Reserve Bank (da non confondere con le banconote della Federal Reserve). Ogni banconota rappresentava un obbligo di rilascio della Federal Reserve Bank e poteva essere rimborsata solo a quella corrispondente banca. Il dritto della banconota era caratterizzato da un ritratto senza bordi di George Washington a sinistra e parole al centro. Il contrario caratterizzato da un'aquila di mare testabianca in volo che stringe una bandiera americana.

- 1923: La banconota da un dollaro degli Stati Uniti d'America e il Certificato d'argento sono stati rinnovati. Entrambe le banconote presentavano lo stesso rovescio e un dritto quasi identico, con lo stesso design di confine e il ritratto di George Washington. L'unica differenza tra le due note era il colore di inchiostro utilizzato per il numero 1 attraversato dalla parola DOLLAR, sigillo di tesoreria, e i numeri di serie insieme con la formulazione degli obblighi. Queste banconote da un dollaro sono state le prime e uniche note di grandi dimensioni con un design standardizzato per i diversi tipi di banconote dello stesso valore; questo stesso concetto sarebbe poi stato utilizzato su banconote di piccole dimensioni.